# Chocolate Kings
Chocolate Kings è il sesto album in studio del gruppo di rock progressivo italiano Premiata Forneria Marconi, pubblicato nel 1975 in Italia dalla Numero Uno, nel Regno Unito dalla Manticore Records e negli Stati Uniti d'America dalla Asylum Records.

## Descrizione
L'album vide l'ingresso nel gruppo di Bernardo Lanzetti, ex cantante degli Acqua Fragile, che avrebbe fatto parte della formazione sino al 1978. A partire dal 1973, a due album cantati in Italiano (Per un amico, L'isola di niente) la PFM aveva fatto seguire le rispettive versioni in Inglese (Photos of Ghosts e The World Became the World) con testi a cura di Peter Sinfield; su questo disco, per la prima volta il gruppo propone testi scritti direttamente in inglese assieme a Marva Jan Marrow, all'epoca compagna del bassista Patrick Djivas: la collaborazione sarebbe proseguita sul successivo album Jet Lag (1977).
La prima tournée americana del gruppo e i suoi inaspettati consensi avevano galvanizzato i membri, in particolare Mauro Pagani e Franz Di Cioccio, i quali rilasciarono dure dichiarazioni riguardo la loro difficoltà ad inserirsi nello spietato star system americano. Inoltre, in quello stesso periodo, il pubblico discografico anglofono richiedeva prodotti creati appositamente per il proprio mercato, nonostante la musica del gruppo, con un po' di superiorità culturale, venisse definita spaghetti rock, termine analogo a krautrock con cui si indicava la kosmische musik tedesca. Da qui l'idea di realizzare un album estremamente critico verso il mondo americano, ma al tempo stesso privo di riferimenti politici o utilizzabili come tali, e di farlo uscire in quel mercato. Mossa coraggiosa, ma non priva di conseguenze: i testi fortemente corrosivi e di spietata denuncia nei confronti del sistema capitalista e imperialista – che la band aveva toccato con mano durante la tournée americana – contribuirono all'ostracismo da parte del grande pubblico a stelle e strisce e il gruppo finì così per rinunciare definitivamente a quel mercato e, nell'estate 1975, lo stesso Pagani lasciò la PFM per intraprendere la carriera da solista, probabilmente proprio perché frustrato dalle critiche rivolte all'album.

## Tracce
Lato A
1. From Under – 7:29 (testo: Marva Jan Marrow, Mauro Pagani – musica: Ivan Graziani, Franco Mussida, Flavio Premoli)
2. Harlequin – 7:48 (testo: Pagani – musica: Mussida)
3. Chocolate Kings – 4:39 (testo: Marrow, Pagani – musica: Mussida)

Lato B
1. Out of the Roundabout – 7:53 (testo: Bernardo Lanzetti, Pagani – musica: Mussida)
2. Paper Charms – 8:30 (testo: Pagani – musica: Mussida)

## Formazione
- Bernardo Lanzetti – voce
- Mauro Pagani – flauto, violino, voce
- Flavio Premoli – tastiera, voce
- Franco Mussida – chitarra, voce
- Patrick Djivas – basso
- Franz Di Cioccio – batteria, percussioni, voce